# قبر تلفيوت

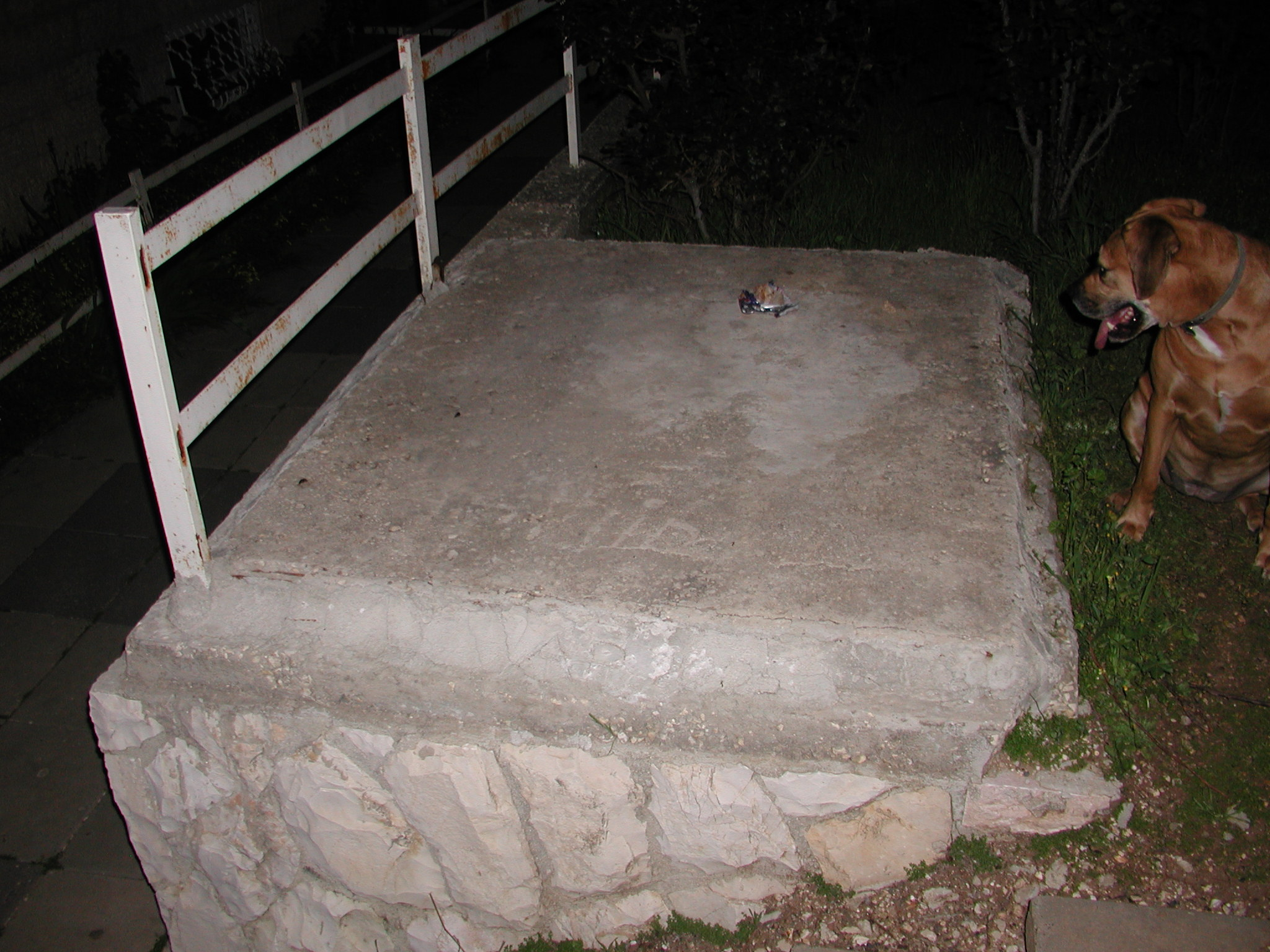
قبر تلفيوت

قبر تلفيوت (بالعبرية: מערת תלפיות) قبر اكتشف في 1980 في مستوطنة شرق تليفوت الإسرائيلية على بعد خمسة كيلومترات من القدس القديمة. كان في القبر عشر صناديق لعظام موتى على ستة منها نقوشات أحدها فسر بأنه «يشوع بَر يوسف» أي يسوع بن يوسف، مع اختلاف حول ذلك.

## أعلام
- يسوع